# Innocent-Adrien-Maurice de Roquefeuil
Innocent-Adrien-Maurice, marquis de Roquefeuil, né le 12 mai 1752 et tué au combat en 1796 près d’Augsbourg est un officier issu de la famille de Roquefeuil Blanquefort, une ancienne famille noble du Rouergue. Il était colonel  du régiment de son nom dans l'armée des émigrés. Il fut tué à la tête de ce régiment par les troupes révolutionnaires du général Moreau à la bataille d'Ober Kammlach.

## Famille
Innocent-Adrien-Maurice est issu d'une famille de marins. Il est le fils unique d'Aymar-Joseph, vice amiral de France et de Gabrielle de Kergus héritière d'une riche famille de Bretagne. Il est également le petit fils de Jacques Aymar de Roquefeuil, lieutenant général des armées navales.
Baptisé par monseigneur de Farcy, évèque de Quimper, il a pour parrain le maréchal de Noailles et pour marraine la duchesse d'Elbeuf.
Il épouse, le 27 décembre 1771, Paule-Suzanne de Lalande de Calan. Ce n'est qu'en 1777 qu'ils quittent château familial de Kerlouët pour emménager à Paris dans une maison rue de l'Université. Trois ans plus tard, en janvier 1780, ils élisent domicile quai de Conti, à proximité du collège des Quatre-Nations dans un hôtel particulier ou ils vivent jusqu'au 27 mai 1784, date à laquelle ils signent un bail de trois années pour un hôtel avec jardin rue de Miromesnil. Innocent-Adrien-Maurice s'établit finalement rue saint-Dominique avec sa famille jusqu'à la révolution.
Après la mort de son mari, la marquise de Roquefeuil renonce à sa fortune pour suivre Adélaïde et Victoire, filles de Louis XV dans leur exil.

## Carrière

### Marine Royale
Garde marine en 1762, Innocent-Adrien-Maurice est nommé enseigne de vaisseau en 1768. En avril 1772 il est lieutenant en second du régiment du Havre,,.
En 1772 il quitte la marine royale pour rejoindre l'infanterie

### Infanterie
Nommé capitaine en avril 1773, il rejoint le régiment de Noailles dragons,. Pourvu d'une compagnie, il sert sous le commandement du colonel Jean de Noailles puis du colonel Philippe-Louis de Noailles.
En 1780, il assiste le marquis de La Fare en qualité de mestre de camp en second du régiment Royal Piémont.
En 1788, il est mentionné colonel du régiment provincial d'artillerie de Besançon.
Le 27 avril 1788 il est promu colonel du régiment du Médoc qu'il dirigera jusqu'à la Révolution, avant d'émigrer,.
En 1791, il est nommé maréchal de camp.

#### Régiment de Roquefeuil
Le 17 juin 1795, par décision du prince de Condé, le marquis de Roquefeuil lève un régiment noble dont il prend le commandement en qualité de colonel. À sa mort, le régiment passera sous les ordres de Lascaris-Vintimille.
Ce cadre est alors composé d'un état major de 29 hommes représenté par le colonel de Roquefeuil, le lieutenant-colonel de Carbonnié et le major de Bouan de Chef du Bos. La couleur distinctive rouge est choisie pour compléter l'uniforme blanc porté par les troupes de Condé.
Le drapeau du corps d'infanterie est aujourd'hui conservé au château de Chantilly avec ceux des régiments de Damas, Bardonnenche et de Montesson également créés le même jour.

#### Bataille d'Ober-Kammlach
Le 2 août 1796, les troupes royalistes et autrichiennes se retirent vers le Danube et viennent se positionner dans la région de Memmingen ; face à l'avancée du général républicain Moreau, l'armée autrichienne se replie de 12 lieues supplémentaires. Le 12 août, les troupes royalistes, isolées organisent un conseil de guerre. Le chevalier de Villebresme écrit : « il fut décidé qu'au lieu de reculer nous attaquerions les républicains si nous ne pouvions espérer vaincre un ennemi dix fois plus nombreux, nous avions au moins la certitude de faire payer cher notre retraite et de montrer aux Autrichiens comment se battent des Français ». Ordre fut donné d'attaquer les positions républicaines d'Ober-Kammlach,.
Le 13 août, à une heure du matin l'assaut est donné avec ordre de ne pas tirer un seul coup de fusil pour ne pas donner l'alerte. Les premiers postes furent capturés mais rapidement l'alerte fut donnée et les républicains se retirèrent dans un bois. Au moment où les soldats royalistes prenaient le dessus, des renforts républicains vinrent en renfort encercler les assaillants. Ordre de retraite fut donné aux soldats royalistes mais certains, dont le marquis de Roquefeuil, refusèrent l'ordre et furent tués ou capturés. Innocent-Adrien-Maurice fut blessé par une balle à la mâchoire puis capturé,,.
Transféré à l'hôpital d'Augsbourg pour y être soigné, il meurt le 28 septembre 1796